# Tu tueras ton prochain
Tu tueras ton prochain est le 124e roman de la série SAS, écrit par Gérard de Villiers et publié en 1996 aux éditions Gérard de Villiers. Comme tous les SAS parus au cours des années 1990, le roman a été édité lors de sa publication en France à 200 000 exemplaires. 
L'action du roman est censée se dérouler à l'été 1996 (les États-Unis sont en plein campagne présidentielle) en Serbie (essentiellement Belgrade).
Le titre fait référence au Décalogue (commandement « tu ne tueras pas ») et à la parole de Jésus : « tu aimeras ton prochain comme toi-même ».

## Intérêt du roman et liens avec l'actualité
Le roman évoque les suites immédiates de la guerre de Bosnie-Herzégovine et la traque de criminels contre l'humanité pour les traduire devant le Tribunal pénal international pour l'ex-Yougoslavie.

## Personnages principaux

### Les Américains et alliés
- Malko Linge
- Larry Oldcastle (chef de poste de la CIA à Belgrade)
- Priscilla Clearwater (secrétaire de Larry Oldcastle)
- Tamara Savic (agent serbe de la CIA).

### Les personnes recherchées
- Nenad Kurco (photographe) et sa compagne Dragona Milosin
- Milomir Stefanovic (homme que Malko doit exfiltrer)
- sa compagne Nada Badanjak.

### Ennemis de Malko
- Zlatko Sombor (« commandant Dragan »)
- les hommes de main de Dragan (Momcilo Kovac, Drazen Ivanovic, Zika Razvogor)
- Rade Bogdanovic (directeur général des services secrets serbes).

### Autres personnages
- Dusko Balasevic : détective privé ancien membre des services secrets serbes.
- Slavica Jelovac (« Carla Bettega »).
- Ratko : passeur.

## Résumé
Malko est chargé de rencontrer Nenad Kurco, censé pouvoir vendre à la CIA, pour 50 000 dollars, des photographies concernant des massacres de civils bosniaques durant les guerres de Yougoslavie, et notamment celle de Bosnie. Il trouve ce dernier « suicidé » à son domicile. En fouillant les lieux, Malko trouve un papier avec le numéro de téléphone d'une dénommée Carla Bettega. Larry Oldcastle, chef d'antenne de la CIA à Belgrade, lui explique que le mort était un complice du sinistre Zlatko Sombor, dit « commandant Dragan », coupable de crimes contre l'humanité ; les photographies pouvaient impliquer Dragan, le faire comparaître devant le tribunal pénal international et permettre d'avoir un moyen de pression sur le président serbe, Slobodan Milošević (chapitres 1 et 2). 
Malko contacte la compagne de Nenad Kurco, Dragona Milosin, mais celle-ci est violée et menacée de mort si elle parle de son ex-compagnon à l'agent secret. Cette piste-là s'effondre donc (chapitres 3 et 4). 
Malko est invité à rencontrer Dusko Balasevic, un ancien des  services secrets serbes (SDB) et actuellement détective privé susceptible de savoir beaucoup de choses. Il tente aussi de contacter une journaliste italienne, Carla Bettega, dont on lui dit qu'elle pourrait avoir des renseignements. Il a aussi une liaison sexuelle avec Priscilla Clearwater, la secrétaire de Larry Oldcastle (chapitre 5). 
Dusko Balasevic explique à Malko que Nenad Kurco ne s'est pas suicidé et, moyennant une somme de 500 000 deutschemarks, lui révèle que Milomir Stefanovic est la vraie cible du commandant Dragan. En effet, Milomir Stefanovic est un témoin qui sait tout des activités de Dragan et qui, par vengeance personnelle, pourrait témoigner devant le tribunal pénal international en contrepartie d'une exfiltration de la Serbie et d'une protection renforcée. De ce fait, Dragan aimerait liquider Stefanovic pour faire taire ce témoin gênant. Le détective explique aussi que Malko peut retrouver Stefanovic par l'intermédiaire de sa compagne, Nada Badanjak, la fille d'un important mafieux. Malko est d'autant plus pressé de contacter la jeune femme que Dragan recherche lui aussi Stefanovic pour le tuer. Quelques jours après, grâce à Nada, Malko rencontre Stefanovic et lui propose une exfiltration, en contrepartie d'un témoignage au TPI. Après avoir exposé à Malko les actes de crimes contre l'humanité dont il avait été l'auteur ou le témoin, Stefanovic accepte la proposition de Malko (chapitres 6 à 8). 
Malko poursuit son enquête et rencontre la journaliste italienne Carla Bettega. Alors qu'il l'a invitée à dîner dans un restaurant, des hommes de Dragan tentent d'exécuter Malko, qui en réchappe de justesse en se jetant dans le Danube. Le chef d'antenne Larry Oldcastle accepte l'exfiltration de Stefanovic. Les deux hommes se posent des questions sur les modalités pratiques de l'opération. La situation devient encore plus compliquée quand Malko apprend par Carla Bettega qu'elle n'est pas journaliste et qu'elle s'appelle en réalité Slavica Jelovac. Sa sœur, croate, avait été violée et assassinée par des extrémistes serbes. Elle a juré de se venger et de tuer le commandant Dragan. Ceci ne fait pas du tout l'affaire de Malko, qui ne souhaite pas la mort de Dragan mais son extradition vers le tribunal pénal international. Mais dès le lendemain, pourchassée par des tueurs de Dragan, la jeune femme disparaît et se cache à Belgrade, tandis que Malko demande à Dusko Balasevic s'il peut l'aider à exfiltrer Stefanovic. Dusko accepte. Pendant ce temps Carla Bettega/Slavica Jelovac découvre qu'elle est suivie par la police serbe, et imagine que c'est Malko qui l'a dénoncée. Elle tue deux policiers en s'échappant et prend la résolution de tuer Malko si elle ne peut pas exécuter Dragan (chapitres 9 à 11). 
Slavica tente donc de tuer Malko mais celui-ci la désarme. Malko craint que ce soit Balasevic qui ait dénoncé Slavica au SDB : si tel est le cas, toute l'opération d'exfiltration est compromise. Pris par l'urgence, Malko fait héberger Slavica chez Priscilla Clearwater ; durant la nuit il a successivement des relations sexuelles avec l'une puis avec l'autre. La compagne de Stefanovic, Nada Badanjak, est enlevée par des hommes de Dragan, lequel veut l'interroger. Mais en tentant de s'échapper du véhicule, la jeune femme est percutée par un camion et meurt sur le coup. Dragan dénonce les trois hommes de son commando au chef mafieux Badanjak, père de la victime, qui en contrepartie lui révèle l'adresse de Stefanovic. Ce dernier, pendant ce temps, est allé rencontrer Malko. Les deux hommes sont inquiets de la disparition de Nada. Se rendant au domicile du couple, Malko manque d'être tué par un homme de main de Dragan. Il cache Stefanovic à l'hôtel Hyatt, non loin de sa propre chambre (chapitres 12 à 14).
Renseigné par les services secrets serbes, Dragan envoie deux hommes exécuter Stefanovic. À l'hôtel Hyatt, le réceptionniste se trompe de numéro de chambre, et les deux tueurs exécutent un touriste suédois au lieu de Stefanovic. Le malheureux réceptionniste sera assassiné peu après en guise de représailles. Face à l'urgence, Malko cache alors Stefanovic au domicile de Larry Oldcastle. Avec l'aide de Balasevic, il lance aussi les préparatifs actifs de l'opération d'exfiltration vers la Hongrie. Il change de véhicule, contacte la journaliste Tamara Savic et lui demande s'il peut utiliser son véhicule de l'IFOR. Tamara accepte en contrepartie d'un reportage sur l'exfiltration. Slavica va quitter le domicile de Priscilla Clearwater et Malko décide qu'elle sera exfiltrée en même temps que Stefanovic (chapitres 15 à 17). 

### Dénouement
L'opération d'exfiltration est engagée : le but est de se rendre en Mercédès de Belgrade à Budapest. La voiture comprend Malko, Dusko Balasevic (qui a monté l'opération), Slavica Jelovac et Milomir Stefanovic. À mi-chemin, ils s'arrêtent en un lieu isolé. Ils y dînent et doivent y dormir, pendant que Balasevic ira chercher le passeur. Balasevic revient en pleine nuit avec le passeur, Ratko. Mais Malko avait fait secrètement appel à Tamara Savic, qui arrive avec sa Range Rover. Les voyageurs repartent, répartis en deux véhicules. Dans la Mercédès se trouvent Ratko, Stefanovic, Slavica et Tamara ; en seconde position, dans la Range Rover, ont pris place Malko et Balasevic. La Mercédès roule sur une mine antichar et explose ; tous ses occupants sont morts sur le coup. Malko comprend alors que Balasevic a trahi depuis le début et qu'il n'a jamais vraiment quitté les services secrets serbes. Froidement, pour venger la mort des deux innocentes Tamara et Slavica, Malko l'exécute en lui tirant une balle dans la tête. Puis il passe en Hongrie, poursuit son chemin et rentre, dégoûté, à Liezen (chapitres 18 à 20).

## Autour du roman
Malko était déjà venu en Yougoslavie :
- en 1986 : Danse macabre à Belgrade - SAS no 82,
- en 1993 : Mission Sarajevo - SAS no 109,

Malko se rendra de nouveau en Yougoslavie :
- en 1999 : Bombes sur Belgrade - SAS no 136,
- en 2003 : Pacte avec le diable - SAS no 152.

## Le roman évoqué par un journaliste
Le numéro 3758 de la Revue des deux Mondes, paru en juillet-août 2014, a pour principal sujet d'étude et de réflexions la série SAS ; elle porte le titre : « G. de Villiers : enquête sur un phénomène français ». 
Un article de Renaud Girard, Gérard de Villiers, mon compagnon d'aventures, indique en pages 52-53 de la revue : 
« En février 1996, je publiai dans le Figaro l'interview d'un ancien tueur des massacres de Srebrenica, qui se cachait dans une bourgade de Voïvodine. Par sa confession, ce « repenti », qui avait été blessé dans un conflit personnel avec son ancien chef d'unité, espérait gagner la protection du Tribunal pénal international de La Haye. Grâce à l'entremise de l'ambassade américaine à Belgrade, puis à une pression directe du secrétaire d'État américain Warren Christopher sur Slobodan Milošević, l'amie serbe qui m'avait donné l'histoire et moi-même obtînmes que ce témoin crucial, qui avait été arrêté après la parution de l'interview, fût déféré au Tribunal de La Haye. Le témoignage de Dražen Erdemović reste l'une des pièces les plus fortes du dossier d'accusation contre le général Mladic. Le jour même de la publication du reportage, je reçus, de Gstaad, un appel enthousiaste de Gérard, qui imagina immédiatement un rôle pour Malko dans cette affaire. Bien sûr, toutes mes amies serbes qui acceptèrent de recevoir Gérard de Villiers à Belgrade finirent fictivement, le prénom à peine modifié, dans le lit du prince Malko. »

## Documentation
- L’ Année de la fiction, Volume 8[1] (Encrage, 1998)  (ISBN 2-906389-89-7)